# Aramón Formigal
Aramón Formigal é uma estação de esqui situada no município pirenaico de Sallent de Gállego, no lugar de Formigal, junto à urbanização do mesmo nome, em Huesca (Espanha).

## Descrição

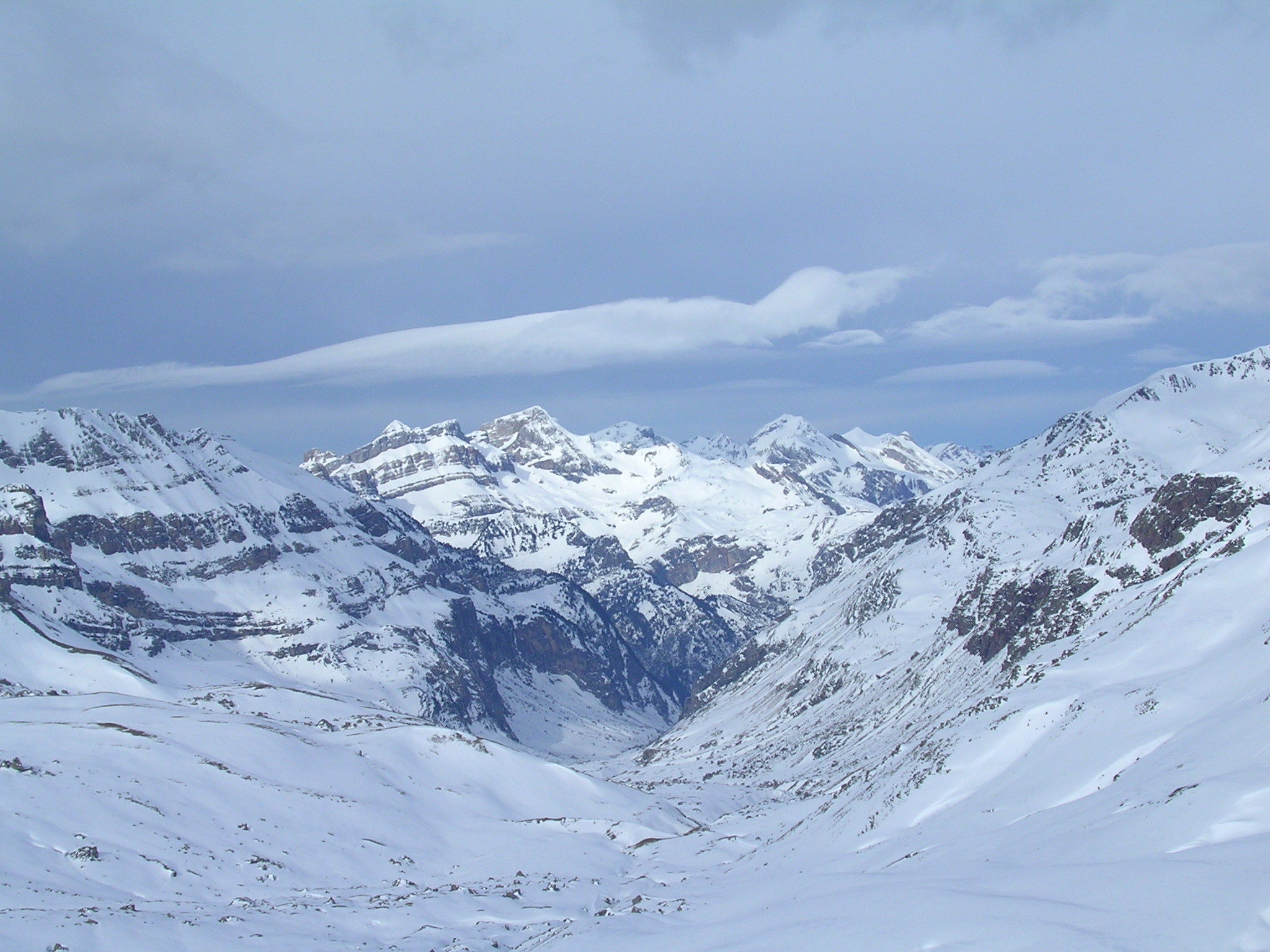
Canal de Izas

Encontra-se situada nos lugares do Vale de Tena em Huesca.
O núcleo original da temporada surgiu ao redor do vale de Izas, ainda que as primeiras extensões seriam para o sul. As seguintes ampliações seriam para o norte, para a fronteira com França, abrindo a estação aos vales de "Anayet" (1997) e "Portalet" (2006).
Com a ampliação realizada para a temporada de 2007-2008, esta estação conta com 137 quilómetros de pistas, 1 pista de trenós, 1 circuito de raquetas e itinerários novos fora de pistas. Ademais, como todas as estações de Aramón, possui uma grande variedade de restaurantes nos que se oferece uma variada gastronomia. O après-Ski é oferecido principalmente por Marchica, uma sala de festas com um grande terraço ao ar livre situada a pé de pistas na zona de Sextas que está aberta até as 21:00 Horas na que costumam se fazer concertos e actuações de DJ´s.
A estação divide-se em quatro grandes sectores: Três Homens (Sextas), Sarrios, Anayet e Portalet. A cada zona é acessível em carro e mediante um serviço de autocarro (o autocarro não sobe ao sector de Sarrios). A base de cada vale conta com um estacionamento e um área de serviços, desde onde saem os remontes.
Em 2014 une-se com a vizinha estação de Aramón Panticosa formando o complexo invernal Aramón Formigal - Panticosa

## Serviços
Oferece os serviços habituais de uma estação de esqui: remontes (com capacidade de 35.920 esquiadores por hora), enfermaria, escola de esqui, aluguer de material, restauração, etc.
Ademais dispõe de 3 pistas especiais: Snow Park, Video Slalom e Tubers.
A partir de 2006 começam-se a realizar atividades em verão na zona de Anayet com um remonte operativo e a instalação de um parque infantil. Ademais mudou-se o antigo telecabina por um telesila.
Em 2008 entrou em serviço um novo sistema de prevenção de avalanches.